# Rickard Sarby
Erik Rickard Sarby (19 de septiembre de 1912-10 de febrero de 1977) fue un deportista sueco que compitió en vela en la clase Finn. Participó en tres Juegos Olímpicos de Verano entre los años 1948 y 1956, obteniendo una medalla de bronce en Helsinki 1952 en la clase Finn.

## Palmarés internacional
| Juegos Olímpicos | Juegos Olímpicos     | Juegos Olímpicos  | Juegos Olímpicos |
| Año              | Lugar                | Medalla           | Clase            |
| ---------------- | -------------------- | ----------------- | ---------------- |
| 1952             | Helsinki (Finlandia) | Medalla de bronce | Finn             |